# 박부성 (투수)
박부성(1976년 5월 10일 ~)은 전 롯데 자이언츠의 야구 선수다. 마산고등학교를 졸업했다.

## 같이 보기
- 1995년 롯데 자이언츠 시즌